# Манесський кодекс
Манесський кодекс (інші назви — Манесський пісенник, Манесський рукопис, Гайдельберзький рукопис); Codex Manesse; нім. Große Heidelberger Liederhandschrift, Manessische Handschrift) — найвідоміший середньовічний пісенник німецькою мовою, зберігається в бібліотеці Гайдельберзького університету і складається з 426 пергаментих аркушів розміром 35,5 × 25 см.
Манесський пісенник містить виключно поетичні твори середньоверхньонімецькою мовою. Він був створений близько 1300 року в Цюриху можливо завдяки колекціонерам із знатного роду Манессе, що дали рукопису його назву. Кодекс є представницьким зібранням середньовічних ліричних пісень і джерелом відомостей про мистецтво міннезангу. Основна частина кодексу, що охоплює творчість 110 авторів, написана на початку XIV ст. Пізніше, в середині століття, в нього були внесені твори ще 30 авторів. 138 мініатюр, що зображують середньовічних поетів при дворі, визнані шедеврами Верхньорейнського готичного ілюмінування.
Написаний готичним шрифтом, рукопис охоплює творчість середньовічних ліриків у всьому різноманітті видів і форм (пісні, ле тощо) починаючи з перших зразків мирської пісенної культури (Кюренберґ, 1150—1160) до появи рукописних текстів (Йоганес Гадлауб, бл. 1300). Нотні записи мелодій до текстів не збереглися. У Манесському кодексі зібрані вірші 140 середньовічних поетів (6000 строф), ілюстровані їхніми портретами розміром у цілий лист, часто з гербами і прикрашені шоломом. Розташування авторів у кодексі орієнтується на їх станове положення.
Манесський кодекс — незакінчений поетична збірка, не всі матеріали в ньому впорядковані, залишилося кілька пропущених порожніх сторінок.

## Минезингери в Манесському кодексі
- Рудольф фон Феніс
- Генріх фон Фельдеке
- Готфрід фон Нейфен
- Кюренберґ
- Дітмар фон Айст
- Генріх фон Морунген
- Рейнмар фон Хагенау
- Фрідріх фон Хаузен
- Вальтер фон дер Фоґельвайде
- Вольфрам фон Ешенбах
- Гартман фон Ауе
- Нейдхарт фон Рейєнталь
- Йоганес Гадлауб
- Фрауенлоб
- Ульріх фон Ліхтенштейн

## Історичні особистості в Манесському кодексі
- Генрих VI, імператор Священної Римської імперії
- Конрадин
- Венцель II Богемський
- Генріх IV Пробус

## Галерея

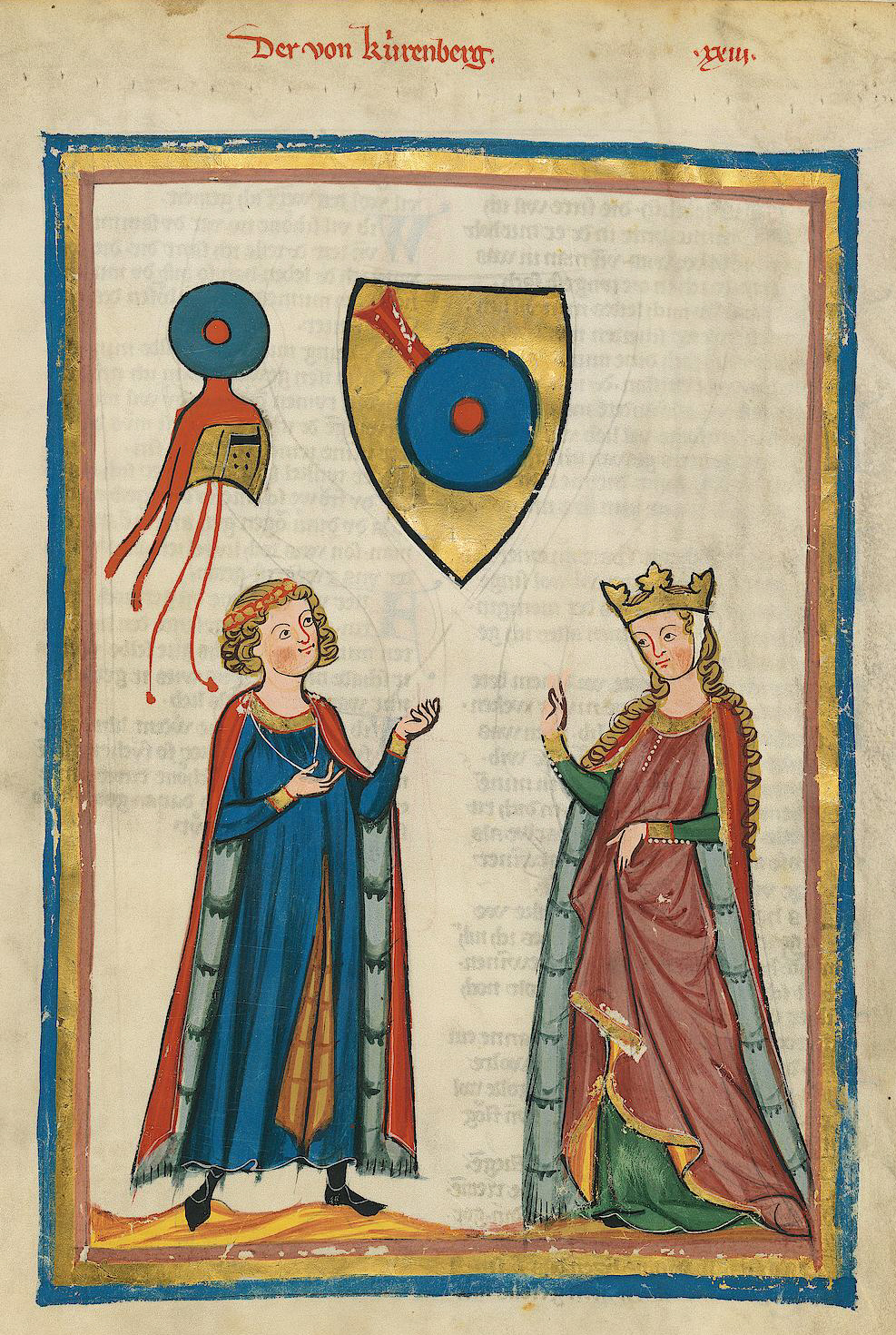
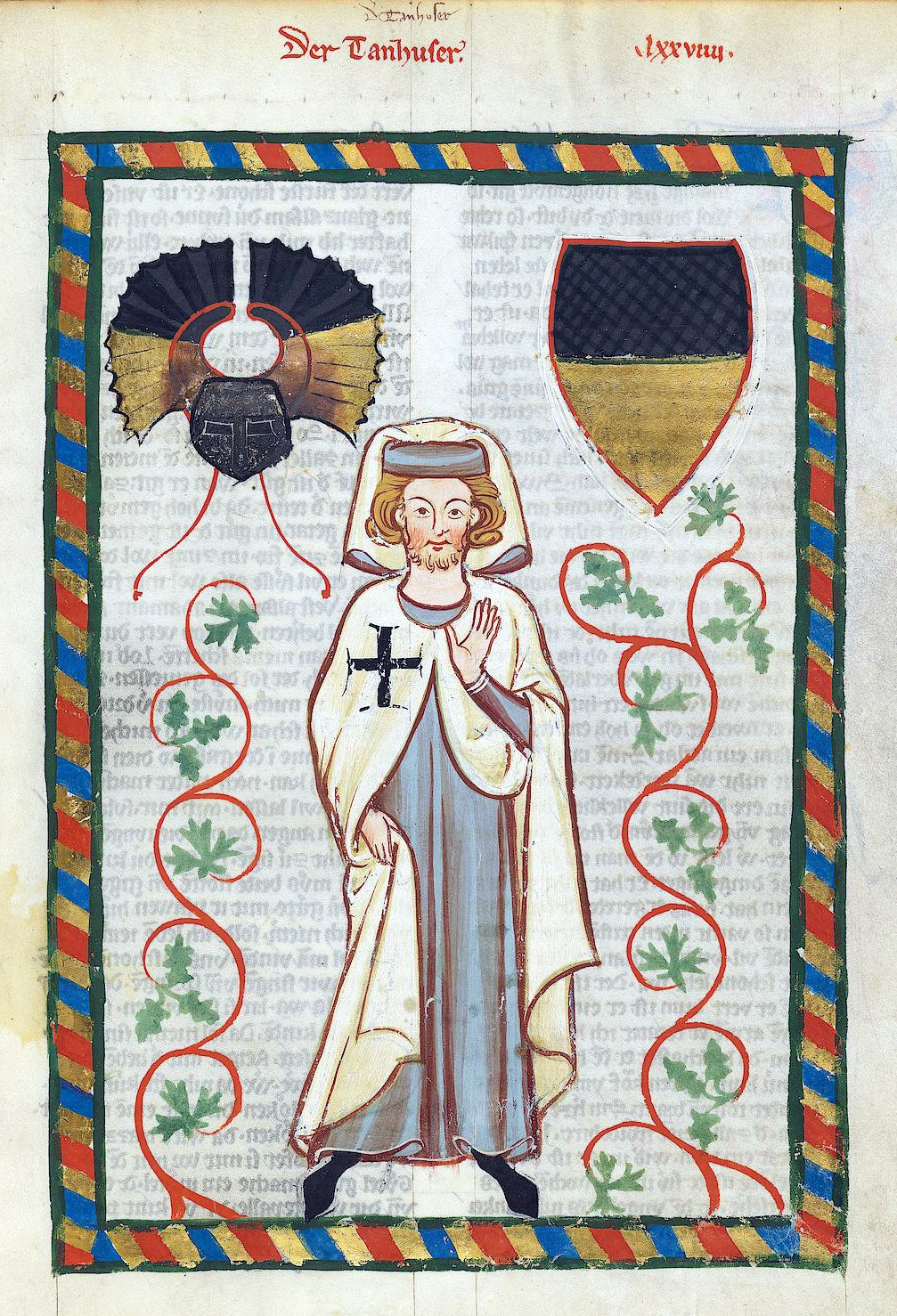
Folio 264r, Tannhäuser
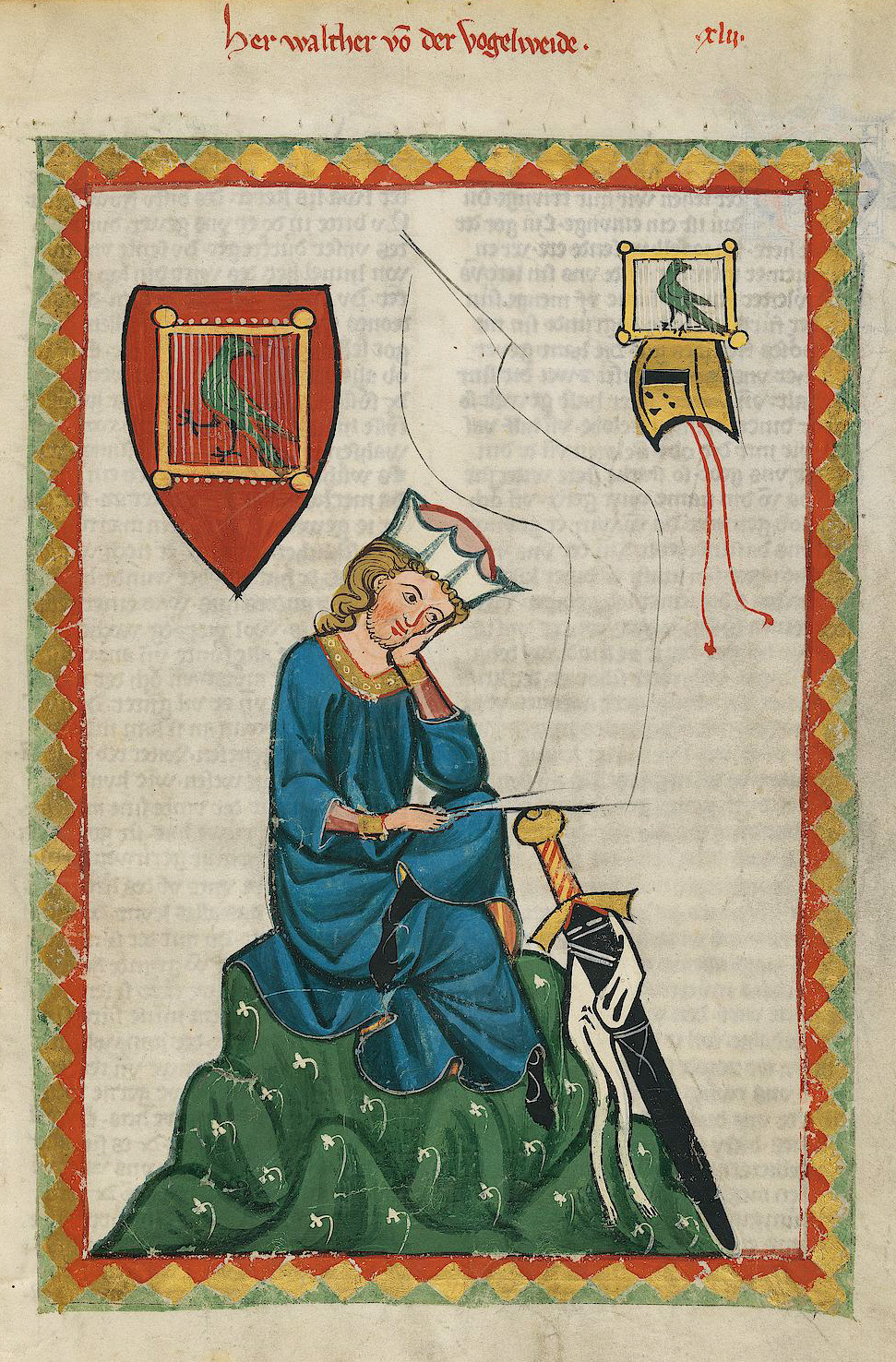
Folio 124r, Walther von der Vogelweide
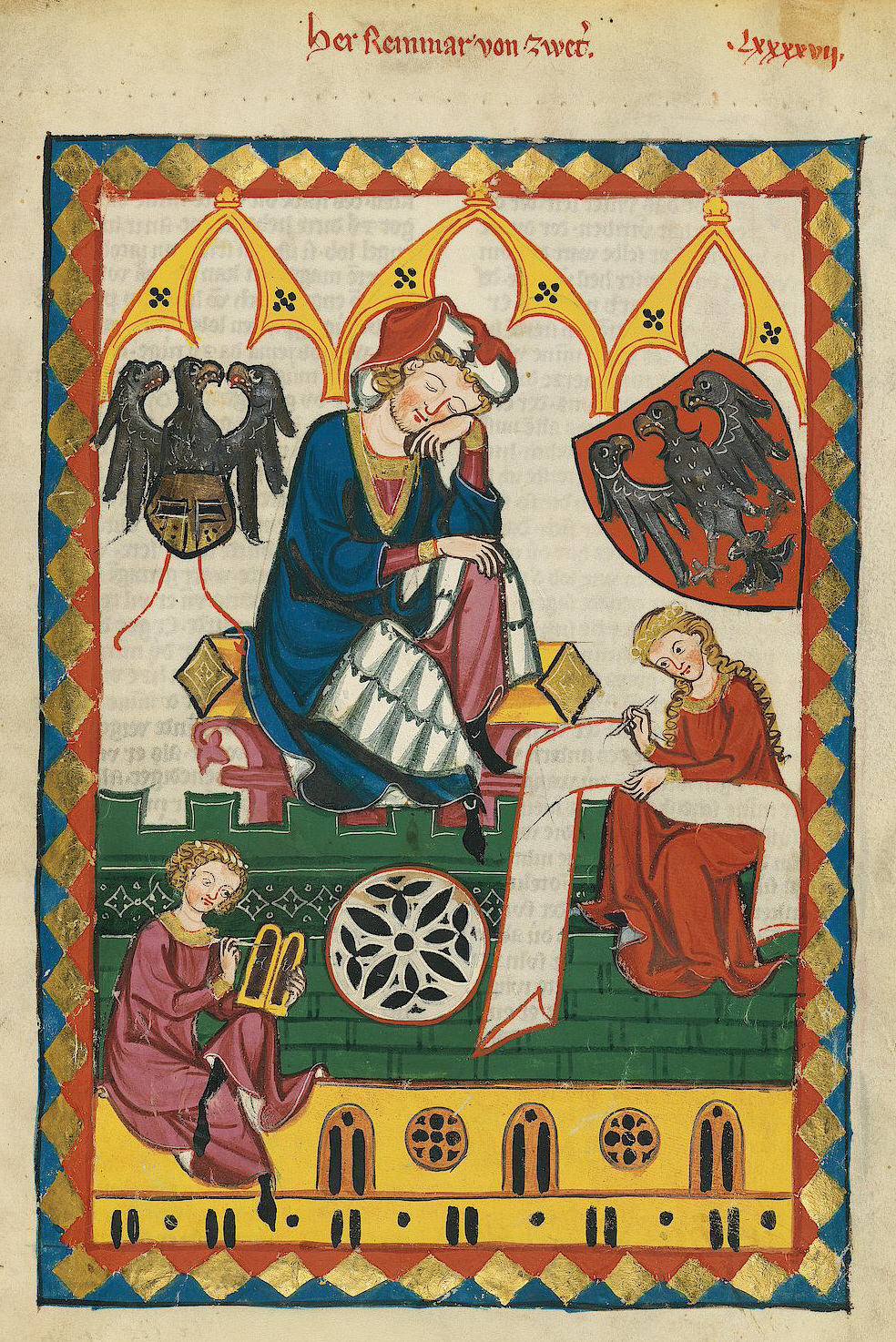
Folio 323r, Reinmar von Zweter
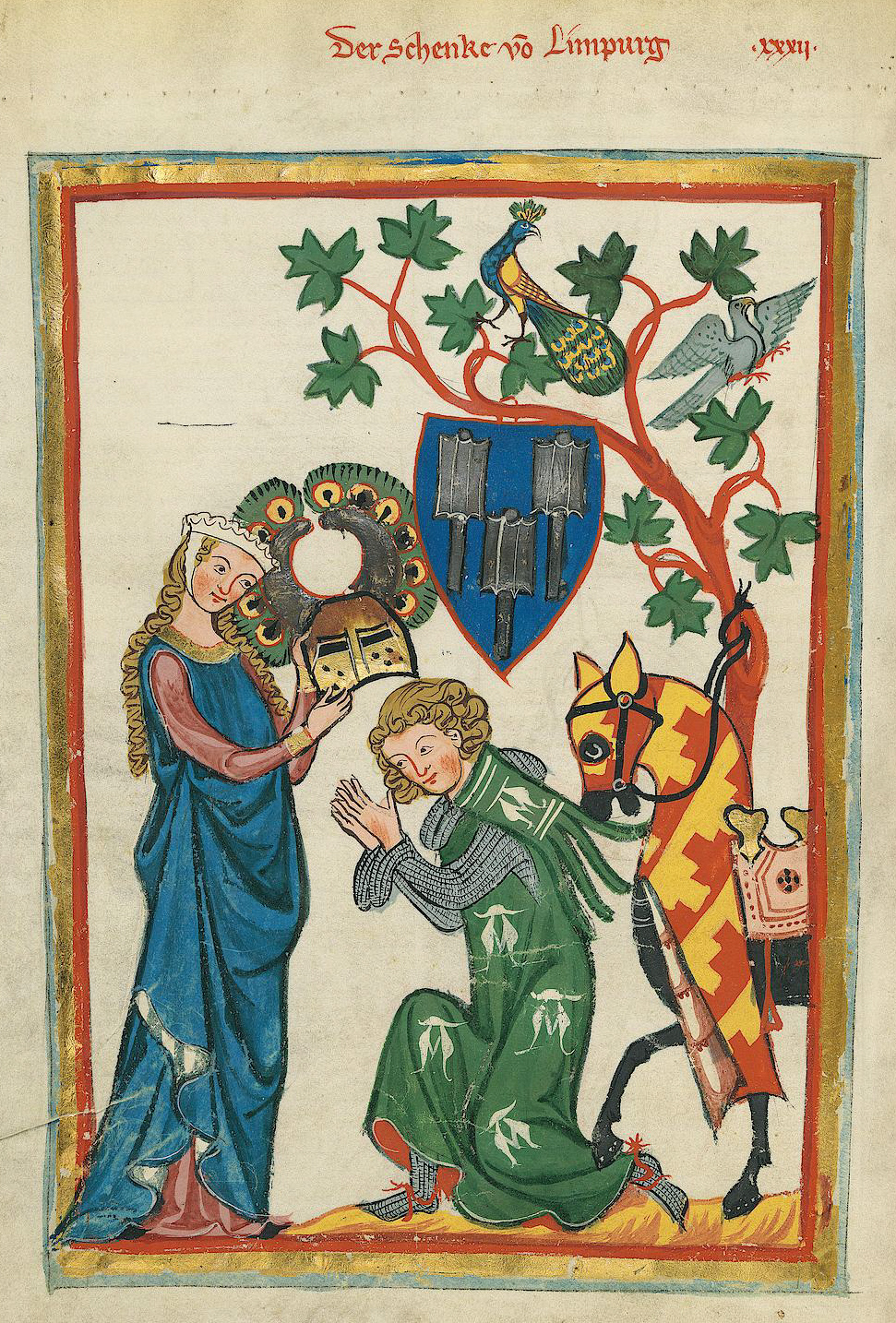
Folio 82v, Der Schenk von Limpurg
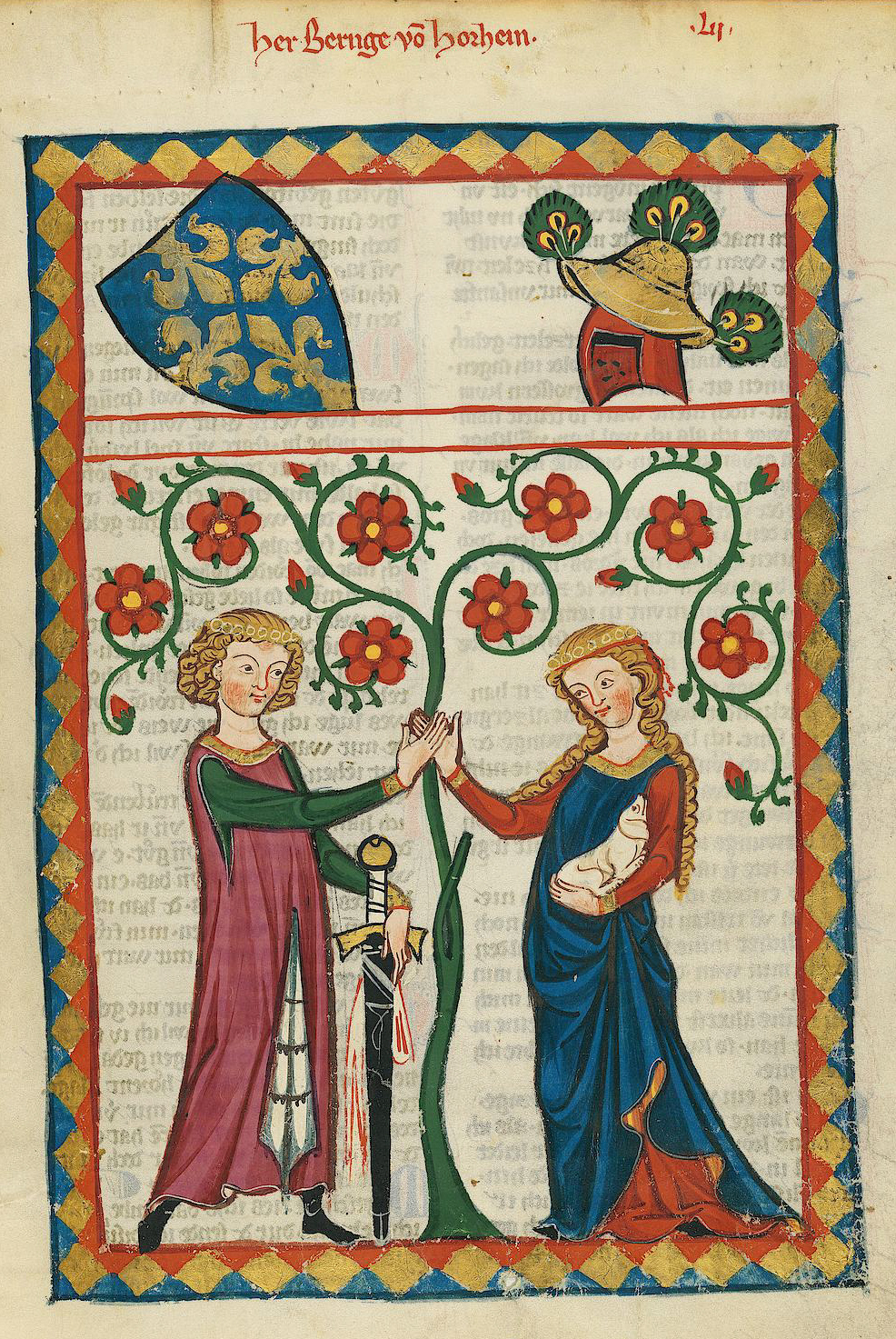
Bernger von Horheim
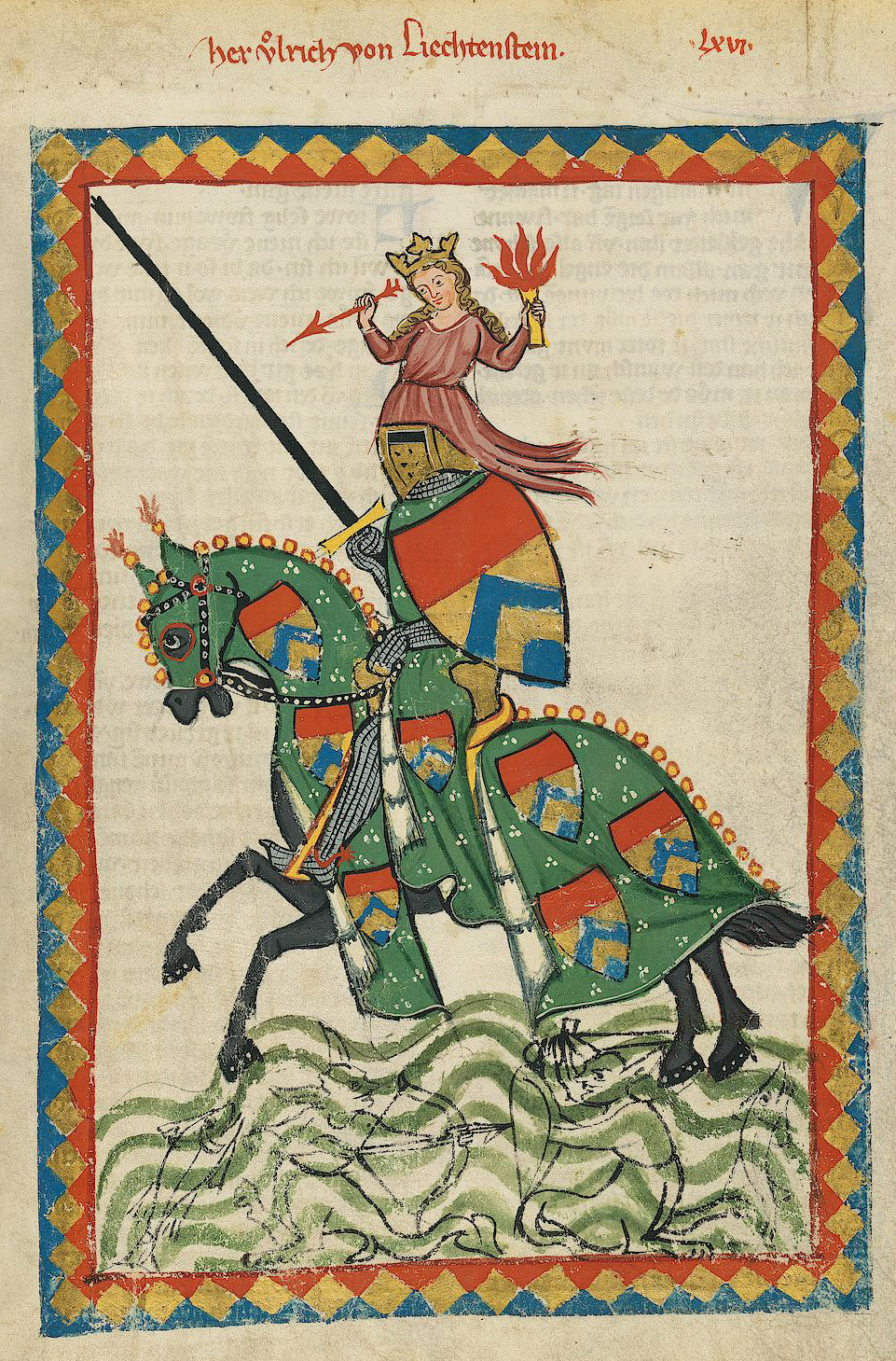
Ульріх фон Ліхтенштейн